# Live Indian Summer
Indian Summer-Live è un album di Al Stewart, pubblicato nel 1981.

## Disco
Indian Summer-Live è costituito da una facciata con nuove tracce realizzate in studio e tre facciate con brani registrati live al Roxy di Los Angeles tra il 28 e il 30 aprile 1981.
Clarence Frogman Henry non è una canzone, ma un monologo di Stewart.

## Tracce
Tutte le canzoni sono state scritte da Al Stewart, salvo dove diversamente indicato.
Da 1 a 5 registrate in studio.
Da 6 a 18 registrate live.
1. Here in Angola - 4:38
2. Indian Summer – 3:34
3. Pandora (Al Stewart & Peter White)- 4:35
4. Delia's Gone - 2:52
5. Princess Olivia - 3:21
6. Running Man (Al Stewart & Peter White) - 4:44
7. Time Passages (Al Stewart & Peter White) - 6:15
8. Merlin's Time (Al Stewart & Peter White) - 2:56
9. If It Doesn't Come Naturally, Leave It - 4:25
10. Roads to Moscow - 7:52
11. Nostradamus 1 – 5:40
12. World Goes To Riyadh – 4:45
13. Nostradamus 2 – 2:38
14. Soho (Needless to Say) - 3:47
15. On The Border - 4:31
16. Valentina Way - 4:08
17. Clarence Frogman Henry - 1:27
18. Year of the Cat (Al Stewart & Peter White) – 7:06

Nota: le canzoni 11-12-13 costituiscono un'unica suite.

## Musicisti
- Al Stewart – voce, chitarra
- Peter White - chitarra, tastiere, fisarmonica, coro
- Adam Yurman – chitarre, coro
- Krysia Kristianne – tastiere, coro
- Robin Lamble – basso, violino, coro
- Harry Stinson – batteria, coro
- Mark Volman - coro
- Howard Kaylan – coro
- Bryan Savage – sax alto, flauto
- Steve Chapman - percussioni
- Jerry McMillan - violini